# Sân bay Novy Urengoy
Sân bay Novy Urengoy (tiếng Nga: Аэропорт Новый Уренгой) (IATA: NUX, ICAO: USMU) là một sân bay ở Vùng tự trị Yamalo-Nenets, Nga. Sân bay này nằm cách Novy Urengoy 4 km về phía tây nam. Sân bay này phục vụ máy bay hạng vừa. Đường băng rải bê tông.

## Các hãng hàng không và các điểm đến
- Azerbaijan Airlines (Ufa)
- Gazpromavia (Belgorod, Moskva-Vnukovo, St. Peterburg-Pulkovo, Yamburg)
- Rossiya (Moskva-Vnukovo)
- S7 Airlines (Moskva-Domodedovo)
- Yamal Airlines (Salekhard, Tyumen)